# Фармлей
Фармлей (ірл. Farmleigh; англ. Farmleigh) — офіційна державна гостьова резиденція в Ірландії, що використовується як місце проживання офіційних іноземних гостів під час їхніх офіційних візитів до країни. Колишня резиденція родини Гіннесів. Побудований у XVIII столітті в Дубліні над річкою Ліффі.

## Історія
Палац Фармлей побудований у середині XVIII століття. Він був схожим на тогочасні георгіанські маєтки, мав два поверхи. Спочатку палац належав родині Кут, а згодом перейшов до власності родини Тренча. У 1870-х роках до палацу був прокладений міст Фармлей, який використовувався для електрифікації будівлі.
У 1873 році садибу Фармлей придбав Едвард Гіннес, коли одружувався зі своєю кузиною Аделаїдою Гіннес. У 1881-1884 роках за замовленням подружжя тут проводилася перша реконструкція будинку: було добудовано третій поверх та розширено споруду на захід. Архітектором проєкту був Джеймс Франклін Фуллер. Наступна реконструкція проведена у 1896 році, тоді було добудовано зал для балів за проєктом голландського архітектора Вільяма Янга. У 1901 році добудовано оранжерею.
З часів Едварда Гіннеса у палаці Фармлей залишилися також гобелени, які власник отримав під час подорожей Європою. Також він володів давніми книгами, надрукованими в Ірландії.
Після смерті Едварда Гіннеса у 1927 році палац став належати його нащадкам.
У 1999 році уряд Ірландії викупив у 4-го графа Івеа Едварда Гіннеса палац Фармлей за 29,2 млн євро. З 1999 по 2001 рік тут проводилася масштабна реконструкція вартістю у 23 млн євро. Метою викуплення та реконструкції будівлі було подальше використання у державних цілях.
З 2001 року в будівлі приймаються офіційні іноземні гості. У палаці вже проживали королева Єлизавета II, прем'єр-міністр Великої Британії Тоні Блер, прем'єр-міністр Канади Джастін Трюдо, імператор Японії Акіхіто, президент США Барак Обама та інші. У 2009 році резиденцію відвідали 246 000 представників громадськості.
Палац Фармлей керується Управлінням громадських робіт Ірландії. У вільні від візитів іноземних лідерів дні в ньому проводяться екскурсії.

## Галерея

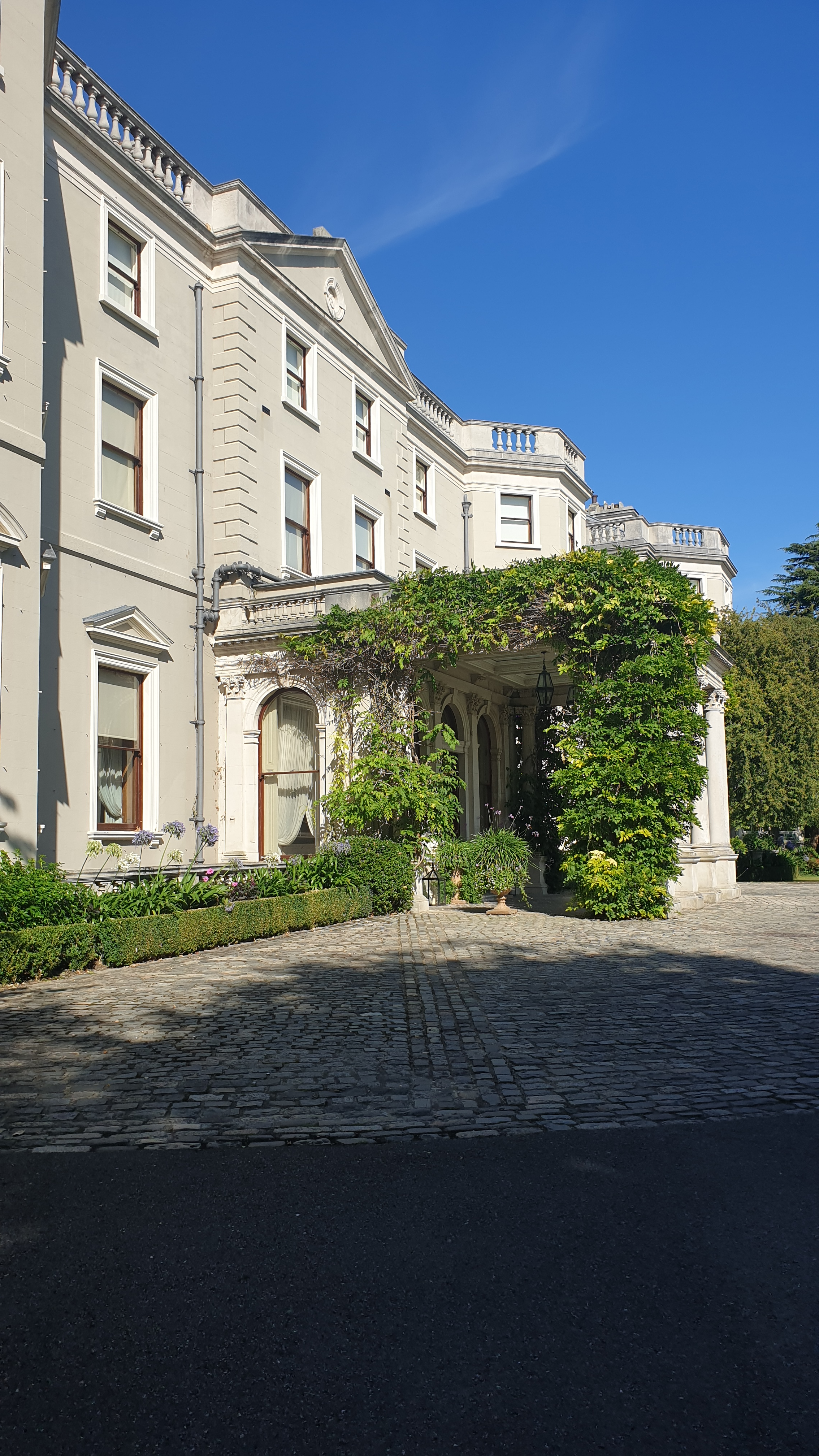
Головний вхід у палац
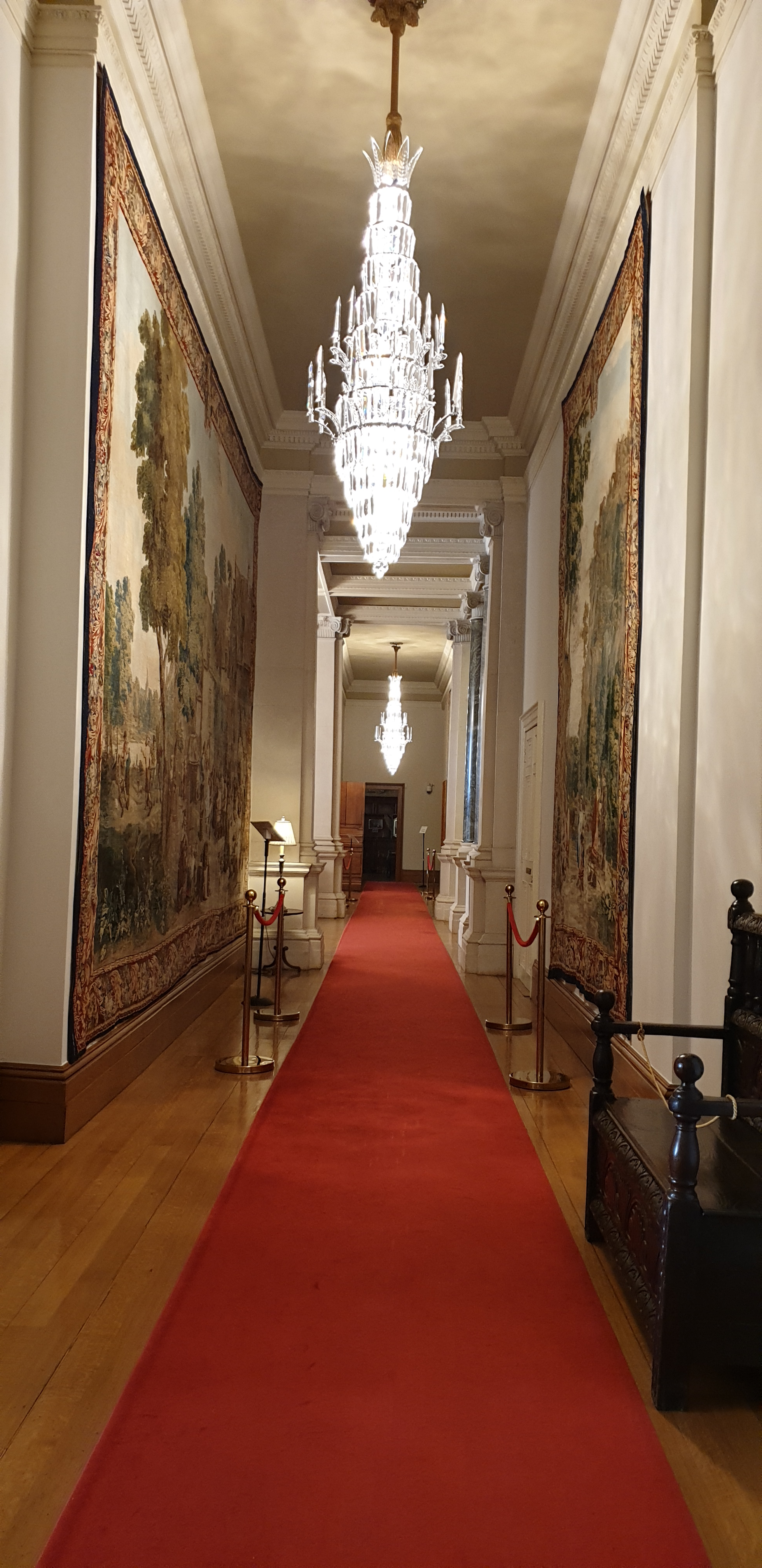
Один з коридорів палацу
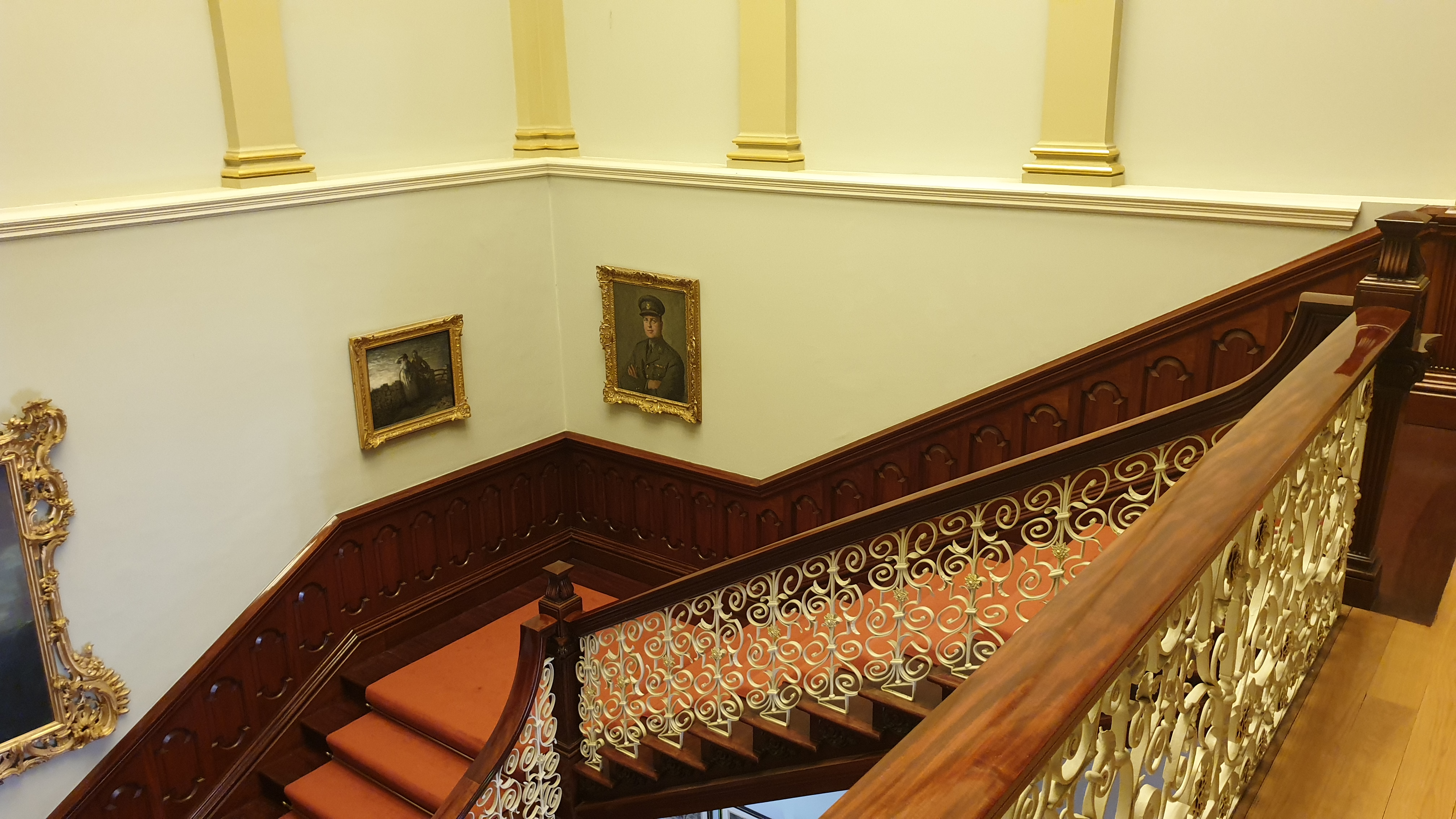
Сходи всередині палацу
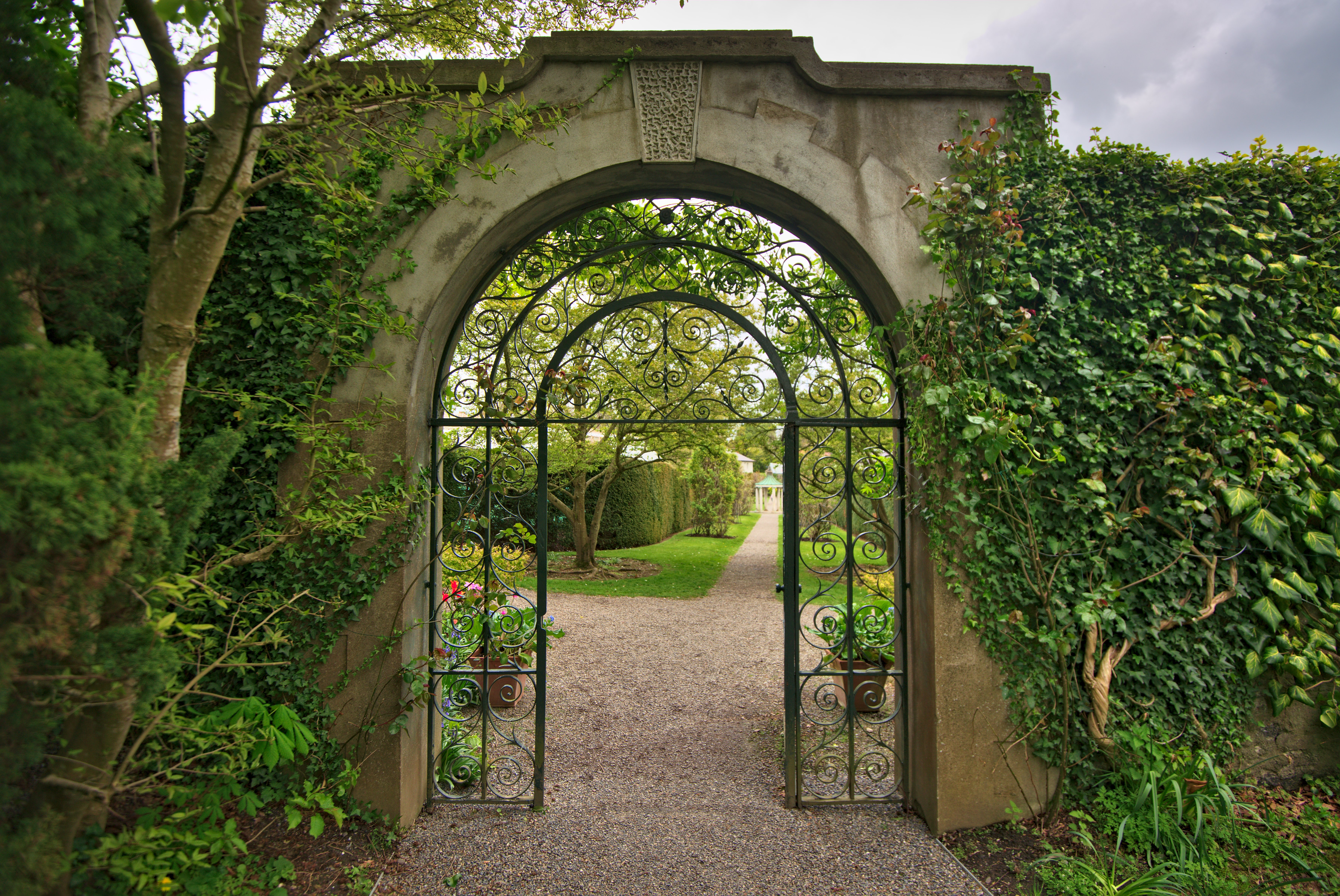
Ворота до садів палацу
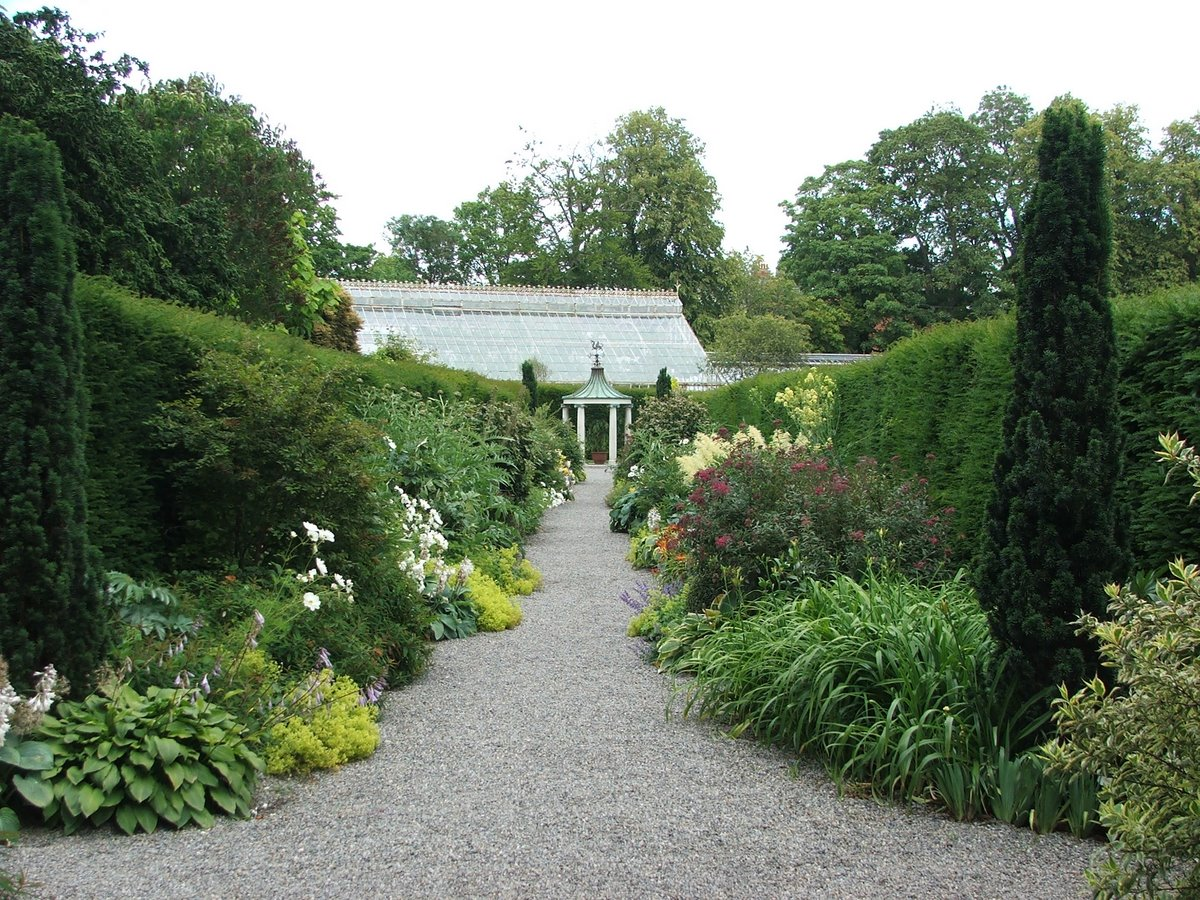
Частина присадибних садів
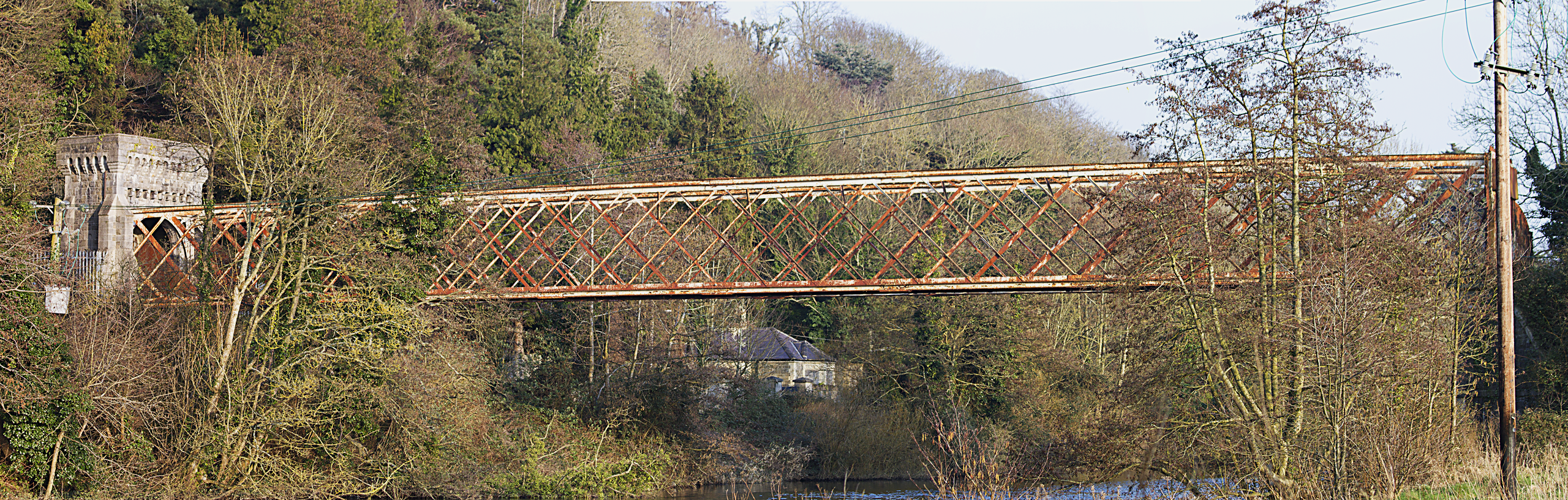
Міст Фармлей